# Neolitsea pulchella
Neolitsea pulchella là loài thực vật có hoa trong họ Nguyệt quế. Loài này được (Meisn.) Merr. miêu tả khoa học đầu tiên năm 1918.